# Chauliodus schmidti
A Chauliodus schmidti a csontos halak (Osteichthyes) főosztályának sugarasúszójú halak (Actinopterygii) osztályába, ezen belül a nagyszájúhal-alakúak (Stomiiformes) rendjébe és a mélytengeri viperahalfélék (Stomiidae) családjába tartozó faj.

## Előfordulása
A Chauliodus schmidti elterjedési területe az Atlanti-óceán keleti részén van, Afrika partjainál. Mauritániától Namíbiáig található meg.

## Megjelenése
Hossza elérheti a 23 centimétert.

## Életmódja
Mélytengeri halfaj, amelynek élőhelye 350 méteres mélységtől kezdődik. Nem ismert élőhelyének a legmélyebb pontja.